# André Collot
Pour les articles homonymes, voir Collot.
André Collot, né le 27 juin 1897 à Montigny-le-Roi (Haute-Marne) et mort le 30 novembre 1976 dans le 12e arrondissement de Paris, est un peintre, graveur et illustrateur français.

## Biographie
Prolifique, reconnu pour ses illustrations (parfois non signées) de livres grivois et érotiques par Pascal Pia dès 1931, André Collot a exposé au Salon d'automne et au Salon des artistes indépendants en 1942 et en 1943.
Avant et après la Seconde Guerre mondiale, il produisit une grande quantité d'illustrations (eaux fortes, gravures sur verre, bois), parfois pour des ouvrages non datés et édités de façon clandestine.
Les plaisanciers et les amateurs de littérature maritime n'oublient pas qu'il fut l'ami et l'équipier de l'écrivain Jacques Perret dont il illustra bon nombre de livres, notamment le drolatique Rôle de plaisance, journal de bord d'une improbable croisière entre Honfleur et Santander (mais qui se termine en queue de poisson quelque part devant Cherbourg) à bord du Matam, le petit voilier que l'écrivain-polémiste avait acheté avec l'argent du prix Interallié.
Dans ce livre, André Collot, trapu et prosaïque autant que Perret est dégingandé et rêveur, devient un personnage littéraire, une sorte de Sancho Panza égaré sur un voilier de plaisance dont Perret aurait été le Don Quichotte.
Il publia aussi en 1964, sous son nom et préfacé par Jacques Perret, un petit opuscule de conseils aux plaisanciers, Les Tuyaux du matelot (éditions Plaisance à Paimbeuf) dont le sérieux des conseils était rehaussé par l'humour de ses dessins.

## Sélection de livres illustrés
- Henri Béraud, Le Martyre de l’obèse, Paris, Albin Michel, 1922
- Brantôme, La Vie des Dames galantes, Paris, À la Librairie Paul Cotinaud, 1929
- Edgar Allan Poe, Les Aventures de Gordon Pym, Paris, Librairie de la Revue Française, 1930
- Boccace, Contes, Paris, Librairie Paul Cotinaud, 1930
- Anne Claude de Caylus, La Fée Paillardine, ou La princesse ratée, Paris, R. Télin, 1932[3]
- Aristophane, Lysistrata, Le Vasseur & Cie, 1932
- Œuvres complètes de Guy de Maupassant, tome 3, sous la direction de Marcel Lubineau et avant-propos de Pascal Pia, Paris, Henri Piazza, 1933
- Rabelais, Gargantua et Pantagruel, 1933
- Jean Richepin, La Chanson des gueux, Paris, La Belle Étoile, 1933
- Honoré de Balzac, Les Contes drolatiques, Les éditions du Rameau d'or, 1934
- Prosper Mérimée, Carmen, Paris, Marcel Lubineau, 1935
- Andréa de Nerciat, Le Doctorat impromptu, La Tradition, 1935
- Alphonse Daudet, Le Petit Chose, éditions de la Belle Étoile, 1935
- Goethe, Faust, Paris, Paul Durupt, 1938
- Jules Romains, Knock ou le Triomphe de la médecine, A l’Emblème du Secrétaire, 1940
- L'Enfer des classiques. Poèmes légers des grands écrivains du 15e au 18e siècle, s/d de Pierre Dufay, Paris, La Nouvelle France, 1942
- Louis Pergaud, La Guerre des boutons, Éditions Rombaldi, 1942
- Pierre Mac Orlan, L'Ancre de miséricorde, préface de Raymond Queneau, La Nouvelle France 1942, rééd. Edito-Service, 1969
- Pierre Mac Orlan, Picardie. Roman des Aventures du Sergent Saint-Pierre et de Babet Molina, Émile-Paul Frères, 1943
- René Maran, Mbala l'éléphant, Paris, Éditions Arc-en-Ciel, 1943
- Auguste Gilbert de Voisins, Le Bar de la fourche, Édition du Houblon, 1943 ?
- Béranger, Chansons galantes, Bruxelles, Éditions de la Nef d'argent, 1943
- Tallemant des Réaux, Historiettes galantes, Paris, Éditions Monceau, 1943
- Jules Verne, Cinq semaines en ballon, Paris, Hachette, 1943
- Roger Vercel, Capitaine Conan, Au Moulin de Pen-Mur, 1947
- Balzac, La Comédie humaine, André Martel, 1947
- Pierre Louÿs, Aphrodite. Mœurs antiques, Monte-Carlo, Aux éditions du livre, 1948
- Winston Churchill, Savrola : Roman, traduit de l’anglais par Judith Paley, Monaco, À la voile Latine, 1950
- Maxence Van der Meersch, Le Péché du monde, Paris, Moulin de Pen-Mur, 1949
- Marcel Aymé, La Jument verte, Paris, La Belle édition, 1950
- Rudyard Kipling, Stalky & Cie, Paris, La Belle édition, 1950
- Jean de La Fontaine, Fables, Paris, La Belle édition, 1950
- Ovide, Les Métamorphoses, Aux Dépens d'un Groupe de Bibliophiles amis de l'artiste, 1953
- Pierre Benoit, La Chaussée des géants, Givors, André Martel, 1959
- André Leucade [pseud.], Le Gorille, s.l, s.d., Éric Losfeld, v. 1958
- Sacha Guitry, La Poison, Raoul Solar, 1956
- Samuel Taylor Coleridge, Le Dit du vieux marin, Bibliophiles Amis de l'artiste, 1963
- Théâtre complet de Molière, Nouvelle Librairie de France, 1971

Date non indiquée:
- Romain Rolland, Colas Breugnon , Le Livre Club du Libraire (11, rue de Sèvres Paris VIe